# Вейкко Хухтанен
Вейкко Аарне Алекс Хухтанен (фін. Veikko Aarne Aleks Huhtanen; 5 червня 1919, Виборг — 29 січня 1976, Гельсінкі) — фінський гімнаст, володар п'яти медалей Олімпійських ігор 1948 року, три з яких золоті.

## Кар'єра
Гімнастикою займався із 12 років. Дебютував у збірній у 1938 році у міжнародному матчі між Німеччиною та Фінляндією. Мав дебютувати на Олімпіаді 1940 року, яку планували провести в Гельсінкі, проте через Другу світову війну Ігри скасували.
На Олімпіаді 1948 року у Лондоні фінська збірна показала феноменальний результат, причетним до якого став і Вейкко. У командному змаганні фіни випередили збірну Швейцарії на 1,6 бала, а в особистому змаганні Хухтанен обійшов на 0,7 бала Вальтера Лемана. Крім того, фінові вдалося стати бронзовим призером у вправах на перекладині, срібним призером у вправах на паралельних брусах і чемпіоном Ігор у вправах на коні (титул він поділив з Пааво Аалтоненом та Хейкі Саволайненом).
У 1950 році Хухтанен взяв срібні медалі на чемпіонаті світу в командній першості та вправах на перекладині. Через травму плеча він відмовився від участі в Олімпійських іграх 1952 року й незабаром завершив кар'єру.